# Enrique Ochoa Reza
Enrique Ochoa Reza (Morelia, Michoacán; 1 de septiembre de 1972) es abogado, economista, catedrático y autor mexicano. Desde julio de 2021 es el Global Industry Director: Energy, Utlities & Resources en IFS; así como Advisory Board Member en Corinex Communications desde 2022. 
Fue diputado federal por Michoacán, en la LXIV Legislatura de la Cámara de Diputados del H. Congreso de la Unión, en donde se desempeñó como Secretario en la Comisión de Energía y Secretario de la Comisión de Justicia. De julio de 2016 a mayo de 2018 fue el presidente del Comité Ejecutivo Nacional del Partido Revolucionario Institucional. Fungió como director general de la Comisión Federal de Electricidad (CFE) de 2014 a 2016 y anteriormente fue Subsecretario de Hidrocarburos en la Secretaría de Energía (SENER) de diciembre de 2012 a febrero de 2014, donde impulsó la Reforma Energética.

## Biografía
Nació en Morelia, Michoacán el 1 de septiembre de 1972. Es hijo de Tomás Enrique Ochoa Moguel y Carmen Reza Chávez; está casado con Greta Rojas Sánchez con quien tiene una hija y un hijo. Es economista por el Instituto Tecnológico Autónomo de México y abogado por la Universidad Nacional Autónoma de México. Cuenta con una maestría en Filosofía Política y otra en Ciencia Política, ambas cursadas en la Universidad de Columbia, misma institución por la que obtuvo el grado de doctor en Ciencia Política, donde fue alumno de Joseph Stiglitz, Premio Nobel de Economía.

## Experiencia profesional

### Director general de la CFE
En febrero de 2014, fue designado director general de la Comisión Federal de Electricidad en sustitución de Francisco Rojas Gutiérrez. Durante su gestión impulsó el uso de energías renovables y de gas natural para la generación de energía eléctrica y así sustituir los combustibles caros y contaminantes como el combustóleo y diésel. Puso en marcha 85 proyectos de infraestructura y gasoductos, a través de licitaciones supervisadas por Transparencia Mexicana. Dichos proyectos significaron inversiones por 26 mil 230 millones de dólares, para impulsar el sector eléctrico bajo las reglas de la reforma energética de 2013.

#### Negociación contrato colectivo CFE-SUTERM
Durante su administración renovó el contrato colectivo de trabajo con CFE-SUTERM lo que se redujo el pasivo laboral en 160 mil millones de pesos. Una vez concluida la negociación del contrato colectivo, en el primer semestre de 2016 la CFE reportó ganancias por 106 mil 846 millones de pesos, siendo la primera vez desde 2010, que la empresa reportó un resultado financiero positivo. Su utilidad fue 142,438 millones de pesos mayor (400%), respecto a la pérdida de 35,592 millones de pesos que la CFE registró en el mismo periodo del año 2015. A la conclusión de la renovación del contrato, la Secretaría de Hacienda y Crédito Público aportó 160 mil millones de pesos, lo que suma 320 mil millones menos de un pasivo laboral histórico de 630 mil millones de pesos.

#### Salida de CFE
En septiembre de 2016, tras salir de la CFE hacia la dirigencia del PRI, recibió 1 millón 200 mil pesos (unos 64 mil dólares estadounidenses, aproximadamente, en 2017) como finiquito, lo cual fue hecho de conocimiento público por distintos medios de comunicación. Tras los cuestionamientos, en diciembre de ese año Ochoa decidió donar la misma cantidad del finiquito a la Fundación Michou y Mau que se dedica a la atención de niños quemados y a la Fundación UNAM.

## Trayectoria en el Gobierno Federal
En los inicios de su carrera profesional, se destaca su experiencia como asesor del Secretario de Energía, Luis Téllez Kuenzler, de 1997 a 1999.
En diciembre de 2012 fue nombrado subsecretario de Hidrocarburos de la Secretaría de Energía del Gobierno de la República donde encabezó el grupo técnico para redactar e impulsar la reforma energética de 2013.
En el mismo año se le nombró miembro del Consejo de Administración de Petróleos Mexicanos y sus organismos subsidiarios. Además impulsó la Estrategia Nacional para el Abasto de Gas Natural.

## Trayectoria en el Poder Judicial de la Federación
En el Tribunal Electoral del Poder Judicial de la Federación se desempeñó como director del Centro de Capacitación Judicial Electoral, Secretario particular de la magistrada presidenta María del Carmen Alanís Figueroa, secretario técnico del Comité Académico y Editorial y secretario técnico del Comité de Capacitación y Carrera Judicial.

## Trayectoria en asociaciones civiles
De 2005 a 2012 fue miembro de la Red Nacional a favor de los Juicios Orales y de la Iniciativa para el Diálogo Político de la Universidad de Columbia. 
Desde 2005 es asociado ordinario del Consejo Mexicano de Asuntos Internacionales, COMEXI. En 2015 fue nombrado vicepresidente del Consejo Latinoamericano de Negocios Regionales del Foro Económico Mundial de Davos Suiza.

## Trayectoria partidista
Es miembro activo del Partido Revolucionario Institucional desde 1991 y fue Presidente del Comité Ejecutivo Nacional del PRI del 12 de julio de 2016 al 2 de mayo de 2018.
Durante su mandato en 2017, Alfredo del Mazo Maza, fue el ganador de la elección para Gobernador del Estado de México y Miguel Riquelme ganó la elección para Gobernador de Coahuila, en las elecciones de 2017.
El 12 de agosto del 2017 se llevó a cabo la XXII Asamblea Nacional del PRI, uno de los principales acuerdos logrados fue abrir las puertas a la sociedad, militantes y simpatizantes, para participar en las elecciones 2018.
De esta forma, se aprobó que la mitad de las candidaturas fueran para mujeres y que uno de cada tres cargos de elección popular fueran para jóvenes.
En el partido ha desempeñado distintas responsabilidades, entre ellas: Miembro de la Comisión de Energía del Consejo Político Nacional en 2004 y de 2014 a 2015, Delegado de la XIX Asamblea Nacional en 2005, XX en 2008, XXI en 2013, y XXII en 2017. Consejero Político Nacional en dos ocasiones de 2005 a 2006 y de 2013 a la fecha, asesor de la Coordinación General del Comité Ejecutivo Nacional en 2003 y asesor de la Secretaría Técnica de la Campaña de Víctor Manuel Tinoco Rubí para gobernador de Michoacán en 1995.
Tras la renuncia de Manlio Fabio Beltrones a la Presidencia del Comité Ejecutivo Nacional del PRI, se le mencionó como uno de sus posibles sucesores, rumor que se confirmó al presentar su registro como aspirante ante la Comisión Nacional de Procesos Internos del partido. Al ser el único en presentar su registro, tomó protesta como dirigente nacional el 12 de julio de 2016.
El 12 de julio de2016 fue electo Presidente Nacional del PRI y presentó una integración paritaria de género de su Comité Ejecutivo Nacional a principios de octubre del mismo año.

### Presidente nacional del CEN del PRI
Durante sus primeros 100 días como presidente del PRI, recorrió las 32 entidades federativas para establecer un diálogo con los militantes y simpatizantes de su partido, dentro del cual impulsó la creación de la Comisión Anticorrupción, que fue aprobada en octubre de 2016; dicha comisión es la encargada de revisar los perfiles de quienes aspiren a ser candidatos por el partido y dar seguimiento a los resolutivos de instituciones del estado mexicano que su competencia sea la rendición de cuentas públicas o de actos de corrupción.
Mediante un comunicado informó que el partido expulsaba a Javier Duarte de Ochoa, exgobernador de Veracruz, y algunos de sus colaboradores. De igual modo anunció la suspensión de los derechos partidarios del exgobernador de Quintana Roo, Roberto Borge Angulo y la expulsión del exgobernador tamaulipeco, Tomás Yarrington Ruvalcaba.

## Trayectoria en el Poder Legislativo
Actualmente es diputado federal, secretario de la Comisión de Energía, es integrante de las comisiones de Justicia y de Seguridad Social. Fue Secretario de la Mesa Directiva de la Comisión Permanente, del Congreso de la Unión, durante el primer receso del segundo año legislativo e integrante de la Comisión de Presupuesto y Cuenta Pública para la discusión del paquete económico 2021.
Ha presentado iniciativas y puntos de acuerdo para impulsar la generación de energía eléctrica a través de fuentes renovables, como la eólica y la solar. En temas de Justicia promovió modificaciones a la Ley de Extinción de Dominio y votó en contra de la reforma constitucional sobre Prisión Preventiva Oficiosa. Presentó diversos puntos de acuerdo para la compra de vacunas contra el Covid-19 en México.
En temas presupuestarios, aseveró la necesidad de etiquetar recursos para la compra y aplicación de las vacunas contra el Covid-19. Solicitó mayores recursos a CFE, para el mantenimiento de centrales de generación y de la red transmisión eléctrica existente; para invertir en energías limpias y en la ampliación de la red de transmisión; así como para la modernización y ampliación de centrales hidroeléctricas. Se manifestó en contra de los recortes presupuestales a sectores estratégicos, entidades federativas y organismos autónomos. Suscribió la llamada “Reserva Madre”, a través de la cual se proponía un paquete de reactivación económica, desarrollo regional y desarrollo metropolitano.
Presentó argumentos técnicos en contra de la Iniciativa Preferente para reformar la Ley de la Industria Eléctrica, toda vez que la nueva Ley establece que se despachará la energía generada con combustóleo y diésel en las centrales de CFE antes de los parques solares, eólicos o las centrales de gas natural del sector privado.
Comunicó que la modificación a la Ley de la Industria Eléctrica costará al Sistema Eléctrico Nacional 135 mil millones de pesos según lo estimado por la Comisión de Presupuesto y Cuenta Pública de la Cámara de Diputados.
Retomó argumentos de los especialistas del Parlamento Abierto donde consideran que, con esta reforma, México no alcanzará la meta ambiental del Acuerdo de París o de la Ley de Transición Energética. La meta establece que 35% de la generación eléctrica sea con fuentes limpias para 2024. De igual manera, la reforma afectará la salud pública por la elevada emisión de contaminantes asociados a la generación eléctrica con combustóleo y diésel. Además, este cambio de reglas afecta el Capítulo de Inversiones de los tratados comerciales de los que México forma parte.
Ejerciendo su derecho parlamentario presentó, a nombre de las Diputadas y los Diputados del PRI, un Voto Particular contrario al Dictamen de la Iniciativa Preferente. Ello, por considerar que se vulneran los artículos 25, 27 y 28 de la Constitución según los criterios expresados por la Segunda Sala de la Suprema Corte de Justicia de la Nación. En el Voto Particular también se expresa que el Dictamen no consideró las opiniones técnicas en contra, expresadas por especialistas durante el Parlamento Abierto.
Finalmente, solicitó incluir en el Diario de los Debates de la sesión del 23 de febrero de 2020, en la que se discutió la Iniciativa Preferente, el Informe Financiero del trimestre 4 de 2020 presentado por CFE a la Bolsa Mexicana de Valores. Lo anterior, para hacer constar que las pérdidas económicas de CFE, su nivel de deuda y las condiciones laborales onerosas desmienten las afirmaciones que Diputadas y Diputados realizaron durante la discusión ante el Pleno, en relación con la deuda de CFE y los pagos a proveedores.
En abril de 2021, Enrique Ocho Reza, presentó argumentos en la Cámara de Diputados en contra de las reformas inconstitucionales a la Ley de Hidrocarburos. Dichas reformas limitan la libre competencia afectando a los consumidores y rescinde los permisos de transporte, almacenamiento y venta de hidrocarburos sin un debido proceso legal.
En la Comisión de Energía presentó un Voto Particular en contra de las reformas a la Ley de Hidrocarburos. Este Voto Particular fue publicado en la gaceta parlamentaria e incluye la opinión de especialistas técnicos, jurídicos y económicos; así como, la opinión de la Comisión Federal de Competencia Económica (COFECE), en la que señala que la reforma es contraria a la libre competencia y libre concurrencia económica protegidas por la Constitución.
Asimismo, Ochoa Reza se expresó y votó en contra de eliminar la regulación asimétrica del sector hidrocarburos y de quitarle dicha facultad de la Comisión Reguladora de Energía (CRE). Al eliminarse dicha regulación, Pemex volverá a ser un monopolio afectando al consumidor.
Finalmente, el 22 y 23 de abril de 2021, se opuso al artículo Transitorio 13 de la Ley Orgánica del Poder Judicial de la Federación. En dicho transitorio se amplía, violando la Constitución, el periodo de los integrantes y del Presidente del Consejo de la Judicatura Federal.
En su discurso en el Pleno de la Cámara de Diputados, expresó que un principio fundamental de una democracia moderna es la supremacía constitucional, donde ninguna reforma de ley puede ir en contra de lo que señala la Constitución.

## Vida académica
De 2005 a 2015, dio clase de Derecho Constitucional y Teoría de la Constitución en la Universidad Nacional Autónoma de México. Desde 2013, es académico supernumerario de la Academia Mexicana de Jurisprudencia y Legislación.

## Publicaciones
Es articulista en las revistas Este País, Nexos, Letras Libres y El Mundo del Abogado; así como autor y coautor de libros y artículos de investigación publicados en México y Estados Unidos, entre ellos:
- PRI y su identidad política. La Revolución hoy. 2017, México: Panorama Editorial.[85]
- La reforma al sector eléctrico. Colección Para Entender. 2015, México: Nostra Ediciones.[86]
- New Perspectives on International Migration and Development.  Coeditor junto con Jerónimo Cortina, introducción con Joseph E. Stiglitz. 2013, Nueva York: Columbia University Press.[87]
- ¿Qué son y para qué sirven los Juicios Orales? Coautor con Miguel Carbonell. 2008, México: UNAM-Renace-Porrúa, 11 ediciones.[88]
- Ochoa Reza, Enrique (en Federalism and Democracy en Latin America). “Multiple Arenas of Struggle: Federalism and Mexico's Transition to Democracy”, Johns Hopkins University Press, Baltimore, London. 2004.[89]
- Ansolabehere Sesti, Karina, Daniela Cerva Cerna y Enrique Ochoa Reza (coord.). (2009). "Género y derechos políticos: la protección jurisdiccional de los derechos político-electorales de las mujeres en México". México: Tribunal Electoral del Poder Judicial de la Federación.[90]
- Ochoa Reza, Enrique. (2008). "Federalism, democracy and inequality: Mexico in comparative perspective." Thesis (Ph. D.)--Columbia University, 2008.[91]
- Carbonell Sánchez, Miguel, y Enrique Ochoa Reza. 2009. "El derecho comparado frente a las reformas legislativas: el caso de Chile". Revista de Derecho (Barranquilla). (32): 217-305.[92]

## Principales reconocimientos
En 2015 fue nombrado como Hombre del Año por la revista Oil & Gas Year. En 2014 fue galardonado con el Premio al Mérito de la Industria de Gas LP.
Ha recibido distinciones como la Condecoración de la Orden del Quetzal en grado de Gran Cruz por el gobierno de Guatemala en 2016 y la Condecoración de la Orden de Isabel la Católica por el Reino de España en 2015.
El 10 de febrero de 2016, fue distinguido con una proclama del Alcalde de Passiac, Nueva Jersey.